# Gorce (gromada)
Gorce – dawna gromada, czyli najmniejsza jednostka podziału terytorialnego Polskiej Rzeczypospolitej Ludowej w latach 1954–1972.
Gromady, z gromadzkimi radami narodowymi (GRN) jako organami władzy najniższego stopnia na wsi, funkcjonowały od reformy reorganizującej administrację wiejską przeprowadzonej jesienią 1954 do momentu ich zniesienia z dniem 1 stycznia 1973, tym samym wypierając organizację gminną w latach 1954–1972.
Gromadę Gorce z siedzibą GRN w Gorcach (wówczas wsi, obecnie w granicach Boguszowa-Gorców) utworzono – jako jedną z 8759 gromad na obszarze Polski – w powiecie wałbrzyskim w woj. wrocławskim, na mocy uchwały nr 30/54 WRN we Wrocławiu z dnia 2 października 1954. W skład jednostki wszedł obszar dotychczasowej gromady Gorce ze zniesionej gminy Gorce oraz przysiółek Lubominek z dotychczasowej gromady Lubomin ze zniesionej gminy Stare Bogaczowice w tymże powiecie. Dla gromady ustalono 26 członków gromadzkiej rady narodowej.
13 listopada 1954, po pięciu tygodniach, gromadę Gorce zniesiono w związku z nadaniem jej statusu osiedla. 18 lipca 1962 osiedle Gorce otrzymało status miasta, a 1 stycznia 1973 miasto Gorce włączono do nowo utworzonego miasta Boguszów-Gorce.